# Tyranny of Souls
Tyranny of Souls e хевиметъл албум на певеца Брус Дикинсън, издаден през 2005 г. Обложката е репродукция на ренесансовия Ханс Мемлинг. Това е първият соло албум на Брус след завръщането му в Айрън Мейдън, през 1999 г.
Песните са писани от Дикинсън и Рой Z – Рой пращал на Брус музиката (тъй като по това врене Мейдън били на турне), а той му изпращал текстовете. Освен това Рой продуцира албума и записва всички китари, а на няколко места също бас и пиано. Барабаниста Дейвид Морено използва двоен бас педал за албума, като той е най-осезаем в парчетата „Abduction“ и „Soul Intruders“.
Песента „Kill Devil Hill“ е вдъхновена от успешния полет на братята Райт през 1903 г. „Navigate the Seas of the Sun“ е вдъхновена от теорията на Ерих фон Деникен за извънземно присъствие на Земята преди много време и това как човек да се справи с него в бъдеще. Едноименното парче „A Tyranny of Souls“ е базирано на трагедията на Шекспир Макбет и включва цитати от пиесата.

## Състав
- Брус Дикинсън – вокали
- Рой Z – всички китари и бас в песни 7 и 9
- Дейвид Морено – барабани
- Рей „Грийзър“ Брук – бас в песни 1, 4, 5, 6, 8, 10
- Хуан Перез – бас в песни 2 и 3
- Маестро Мистерия – всички клавишни